# Saint-Just (Eure)
Pour les articles homonymes, voir Saint-Just (homonymie).
Saint-Just est une ancienne commune française située dans le département de l'Eure en région Normandie à cinq kilomètres de Vernon.
Depuis le 1er janvier 2017, elle est une commune déléguée au sein de la commune nouvelle de La Chapelle-Longueville.

## Géographie

### Localisation

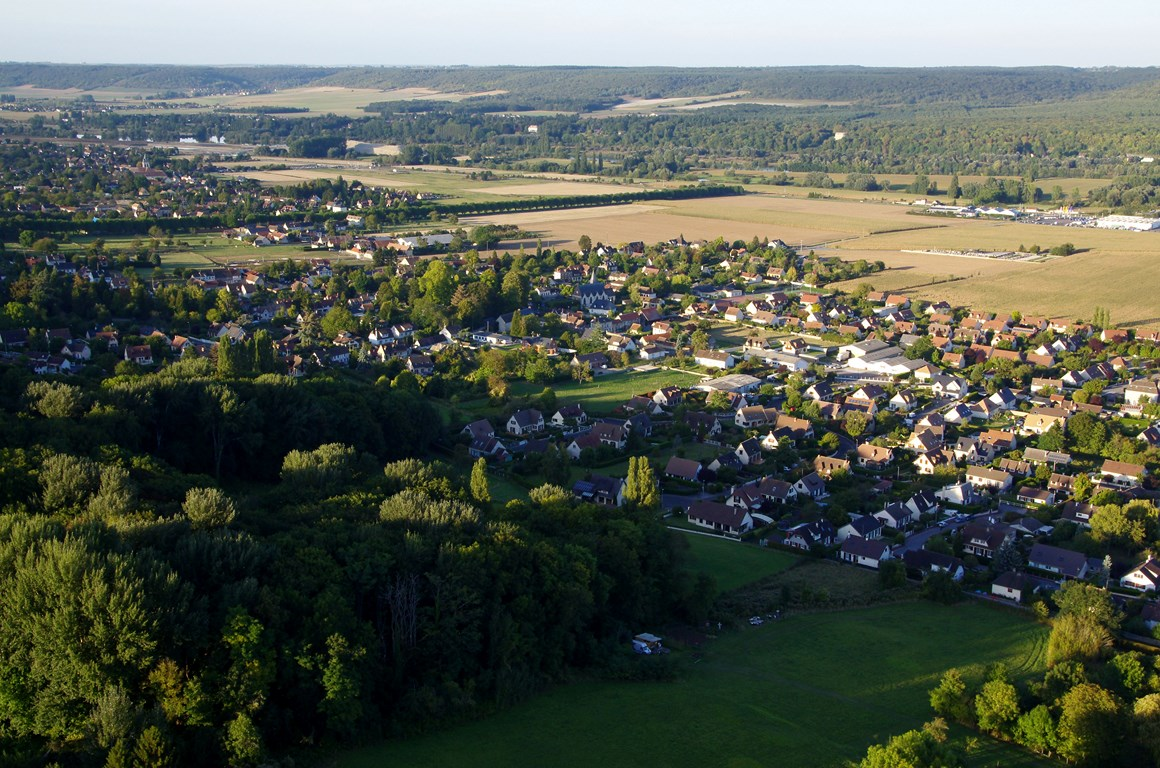
Vue aérienne.

Saint-Just est situé à environ 5 kilomètres, au nord-ouest de Vernon.

### Hydrographie
La commune est riveraine de la Seine.

## Toponymie
La première mention du village est attestée vers 1025 sous le nom de Sancti Justi vers 1025 , puis en 1293, sous celui de Saint-Just-de-Longueville en  1293 .

## Histoire
Vers 1020, le duc Richard II de Normandie confirme aux moines de l'Abbaye de Jumièges la possession des églises de Saint-Marcel et de Saint-Just ; le patronage est sans doute passé plus tard à l'abbaye de Fécamp.
Avec la commune voisine de Saint-Marcel, Saint-Just formait le territoire de Longueville, étendu le long de la Seine et réputé pour ses vignes ; les actes anciens comportent de nombreuses mentions de vignes et de muids de vins. Les autres ressources sont apportées par les céréales, les arbres fruitiers et deux moulins.
Du  XVe au XVIIe siècle, la seigneurie de Saint-Just appartient à la famille de Croismare ; au XVIIIe siècle, la famille de Savary devient propriétaire du château. Au XIXe siècle, le domaine passe dans le patrimoine de la famille d'Albufera. Les deux autres fiefs sont ceux de Cornehaut et de La Harelle.
Saint-Just est traversé par la route médiévale de Saint-Pierre-d'Autils à Saint-Marcel, autrefois dénommée chemin royal, puis au  XVIIIe siècle chemin des Chartreux. 

## Politique et administration

### Liste des maires
| Période                                  | Période       | Identité                             | Étiquette | Qualité |
| ---------------------------------------- | ------------- | ------------------------------------ | --------- | --- |
| Les données manquantes sont à compléter. |               |                                      |           | |
| novembre 1830                            | mai 1832      | Charles-Ambroise Choderlos de Laclos |           | Fils de Pierre Choderlos de Laclos Propriétaire du château du Rocher Conseiller général de Vernon (1831 → 1832) |
| 1840                                     | 1844          | Charles-Ambroise Choderlos de Laclos |           | Fils de Pierre Choderlos de Laclos Propriétaire du château du Rocher Mort en fonction                           |
| Les données manquantes sont à compléter. |               |                                      |           | |
| mars 2001                                | mars 2008     | Roger Plançon                        |           | |
| mars 2008                                | janvier 2014  | Pierre Rougeot                       |           | Mort en fonction                                                                                                |
| mars 2014                                | décembre 2016 | Yvette Alriquet                      | SE        | Retraitée Fonction publique Maire-adjointe de La Chapelle-Réanville (2017 → 2020)                               |

## Population et société

### Démographie
L'évolution du nombre d'habitants est connue à travers les recensements de la population effectués dans la commune depuis 1793. À partir du 1er janvier 2009, les populations légales des communes sont publiées annuellement dans le cadre d'un recensement qui repose désormais sur une collecte d'information annuelle, concernant successivement tous les territoires communaux au cours d'une période de cinq ans. 
Pour les communes de moins de 10 000 habitants, une enquête de recensement portant sur toute la population est réalisée tous les cinq ans, les populations légales des années intermédiaires étant quant à elles estimées par interpolation ou extrapolation. Pour la commune, le premier recensement exhaustif entrant dans le cadre du nouveau dispositif a été réalisé en 2008,.
En 2014, la commune comptait 1 306 habitants, en évolution de −2,54 % par rapport à 2009 (Eure : +2,66 %, France hors Mayotte : +2,49 %).
| 1793 | 1800 | 1806 | 1821 | 1831 | 1836 | 1841 | 1846 | 1851 |
| ---- | ---- | ---- | ---- | ---- | ---- | ---- | ---- | ---- |
| 340  | 338  | 348  | 316  | 299  | 332  | 329  | 303  | 301  |

| 1856 | 1861 | 1866 | 1872 | 1876 | 1881 | 1886 | 1891 | 1896 |
| ---- | ---- | ---- | ---- | ---- | ---- | ---- | ---- | ---- |
| 290  | 269  | 264  | 253  | 264  | 276  | 300  | 279  | 292  |

| 1901 | 1906 | 1911 | 1921 | 1926 | 1931 | 1936 | 1946 | 1954 |
| ---- | ---- | ---- | ---- | ---- | ---- | ---- | ---- | ---- |
| 269  | 261  | 253  | 292  | 306  | 291  | 309  | 414  | 501  |

| 1962 | 1968 | 1975 | 1982 | 1990 | 1999  | 2008  | 2013  | 2014  |
| ---- | ---- | ---- | ---- | ---- | ----- | ----- | ----- | ----- |
| 444  | 506  | 756  | 840  | 855  | 1 292 | 1 333 | 1 292 | 1 306 |

## Culture locale et patrimoine

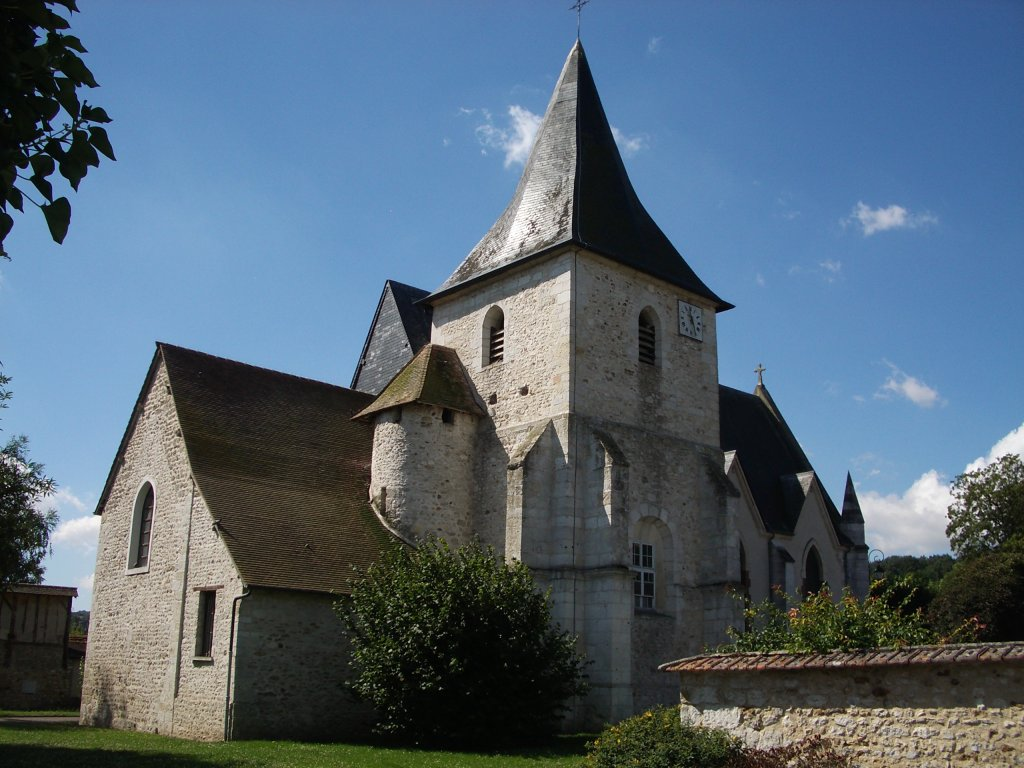
L'église Saint-Just

### Lieux et monuments
- Le château de Saint-Just,  Classé MH (1965, 1997, Château et ensemble du bâti, inscription par arrêté du 13 octobre 1995 - Parc du château, avec l'ensemble de la clôture, les terrasses, le réseau hydraulique en totalité et l'avenue du château, classement par arrêté du 3 novembre 1997)[11].
- Le château du Rocher[12], démembrement du château ci-avant en 1829.
- L'église Saint-Just[13].
- Les anciens lavoirs.

### Personnalités liées à la commune
- Émile Appay, peintre, né à Saint-Just le 2 juin 1876.
- Casimir Delavigne (1793 - 1843 ), poète, qui résidait antérieurement à Pressagny-l'Orgueilleux